# برگه ۴۷۰
برگه ۴۷۰ (به انگلیسی: Breguet 470) یک هواگرد ساختِ کارخانهٔ برگه اویاسیون در کشور فرانسه است . این هواگرد برای نخستین بار در ۵ مارس ۱۹۳۶ میلادی مورد استفاده قرار گرفت.